# Superman (Ruby-Spears)
Superman é um desenho animado produzido em 1988 pela Ruby-Spears baseado nas histórias em quadrinhos do personagem de mesmo nome da DC Comics. O veterano roteirista de quadrinhos Marv Wolfman atuou como editor de histórias e o quadrinista Gil Kane criou os character designs.